# Настасија Зјазјољкина
Настасија Зјазјољкина (блр. Настасься Аляксееўна Зязюлькіна; рођена 6. октобра 1995. године у Минску)  је белоруска шахисткиња са ФИДЕ звањима Интернацинални мајстор (IM) и женски велемајстор (WGM). Најбоље је рангирана шахисткиња Белорусије.
Освојила је Светско првенство у шаху за девојчице до 16 година 2010 и 2011. године, као и Европско првенство за девојке до 18 година 2013. године. Зјазјољкина је такође освојала Првенства Белорусије у шаху за жене 2010, 2012, 2013. и 2016. У 2014. и 2015. години учествовала је на апсолутном националном првенству, завршивши као деветопласирана односно седма.
Зјазјољкина је учествововала на Женском светском шаховском првенству 2012. године где је елиминисана у првом колу од бивше светске првакиње Жу Чен.
Августа 2016. године налазила се на месту бр. 76 ФИДЕ листе светских ТОП-100 жена-шахиста.